# Xiaosaurus dashanpensis
Xiaosaurus (лат.) — род травоядных птицетазовых динозавров, живших в середине юрского периода (между 171,6—161,2 млн лет) в районе современного Китая. Был небольшим двуногим динозавром, длиной около одного метра. Описан в 1983 году (типовой и единственный вид — Xiaosaurus dashanpensis).
Голотип, IVPP V6730A, был найден в формации Xiashaximiao, чей возраст является неопределённым: относится к байосскому — келловейскому векам. Он состоит из частичного скелета с фрагментом челюстной кости, двух шейных позвонков, четырёх хвостовых позвонков, плечевой кости, части левого бедра и полной правой задней конечности. Второй скелет, IVPP V6730B, обозначен как паратип. Он включает в себя правую бедренную кость, позвонки, два крестцовых позвонка, фаланги, рёбра и два зуба.
Точное кладистическое положение данного динозавра является неопределённым, и помечен как nomen dubium. Баррет в 2005 году отнёс его в группу птицетазовых динозавров с пометкой incertae sedis.